# Layda Sansores
Layda Elena Sansores San Román, née le 7 août 1945 à Campeche, est une femme politique mexicaine, membre du Mouvement de régénération nationale (Morena). Elle est gouverneure de l'État de Campeche depuis le 16 septembre 2021.

## Biographie
Le 6 juin 2021, elle est élue gouverneure de Campeche et prend ses fonctions le 16 septembre suivant pour un mandat de six ans.